# 복양 전투
복양 전투(濮陽戰鬪)는 194년~195년에 두 차례에 걸쳐 연주와 복양을 두고 조조와 여포가 싸운 전투로 조조가 이 전투에서 승리해 다시 연주를 되찾고 여포는 서주의 유비에게로 가 의탁한다.

## 배경
당시 조조는 서주 태수 도겸을 정벌하러 서주성 전투를 치르고 있어 조조의 근거지인 연주는 비어 있었다.
이 틈을 노려 진류 태수 장막과 동생 광릉 태수 장초에게 의탁하고 있던 여포는 동군종사 진궁의 의견으로 장막과 함께 연주를 공격해 연주성을 함락시켰고 조조의 모사 순욱과 정욱이 3만 군사로 겨우 견성, 동아, 범형 세 고을만 지켜낸다.

## 제1차 전투
이 소식은 조조에게로 전해져 서주성 전투를 중단하고 연주로 가 조인 등과 합류한다. 연주성에 있던 여포는 복양성으로 가 군사를 주둔하기로 하고 조조는 복양 근처에 도착해 영채를 세우고 맞섰으나 여포의 부하 장료와 장패, 학맹, 조성, 성렴, 송헌, 위속, 후성 등이 나서면서 첫 싸움에서 패한다.
이에 그날 밤 조조는 여포의 영채를 기습 공격을 하지만 진궁의 계책으로 적들이 다시 반격을 해 다시 물러나고 만다. 그리고 조조는 복양성 안에서 전(田)씨 성을 쓰는 부호가 자신들을 도와준다는 소식을 듣지만 이것도 조조를 성 안으로 끌어들려 고립시켜 무찌르려는 진궁의 계책이었다.
갑작스런 공격을 받은 조조는 겨우 탈출하고 여포는 조조를 추격하지만 조조의 반격으로 크게 패해 복양성으로 다시 들어가 나오지 않았다. 조조도 군사를 거두어 견성으로 돌아갔다.

## 제2차 전투
조조는 연주를 되찾기 위해 힘을 기를 준비를 한다. 먼저 동족에 황건적 잔당들을 공격해 무찌르고 힘세고 뛰어난 장수 허저를 얻는다. 그리고 견성에 있던 조조는 여포가 연주성을 비우고 여포의 부하 설란과 이봉만 지키고 있자 연주성을 되찾기로 결정한다.
조조는 허저를 시켜 이봉을 베고 여건을 시켜 활을 쏴 설란을 죽여 연주성을 쉽게 되찾는다. 여포는 복양성에서 나와 조조에 맞서고 조조는 부하 허저, 전위, 하후돈, 하후연, 악진, 이전 등 6명의 장수들을 시켜 여포를 무찌르고 여포는 복양성으로 가지만 전씨가 배반하여 연주성의 성문을 닫자 진퇴양난에 빠진 여포는 장막과 장초, 진궁 등을 이끌고 정도성으로 후퇴한다.
이에 조조가 남은 군사들까지 모두 모아 정도성을 총공격하자 장초는 불에 뛰어들어 자살하고 장막도 겨우 탈출해 원술에게로 가려하지만 부하들에게 살해당했고 여포 역시 군사의 2/3를 잃었고 부하 성렴도 조조의 부하 악진의 활에 맞아 전사한다.
여포는 기주의 원소에게로 가려하지만 원소까지 조조의 편을 들어 부하 안량에게 5만 군사를 주어 여포를 공격한다.
결국 여포는 서주의 유비에게로 가 의탁하기로 하고 조조는 연주를 되찾아 다시 세력을 넓힌다.